# Antoni Chruściel

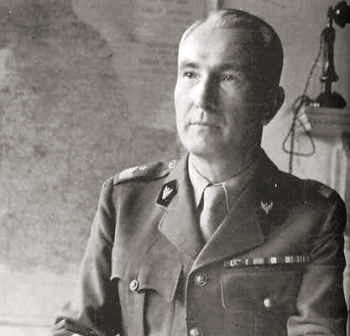
Antoni Chruściel

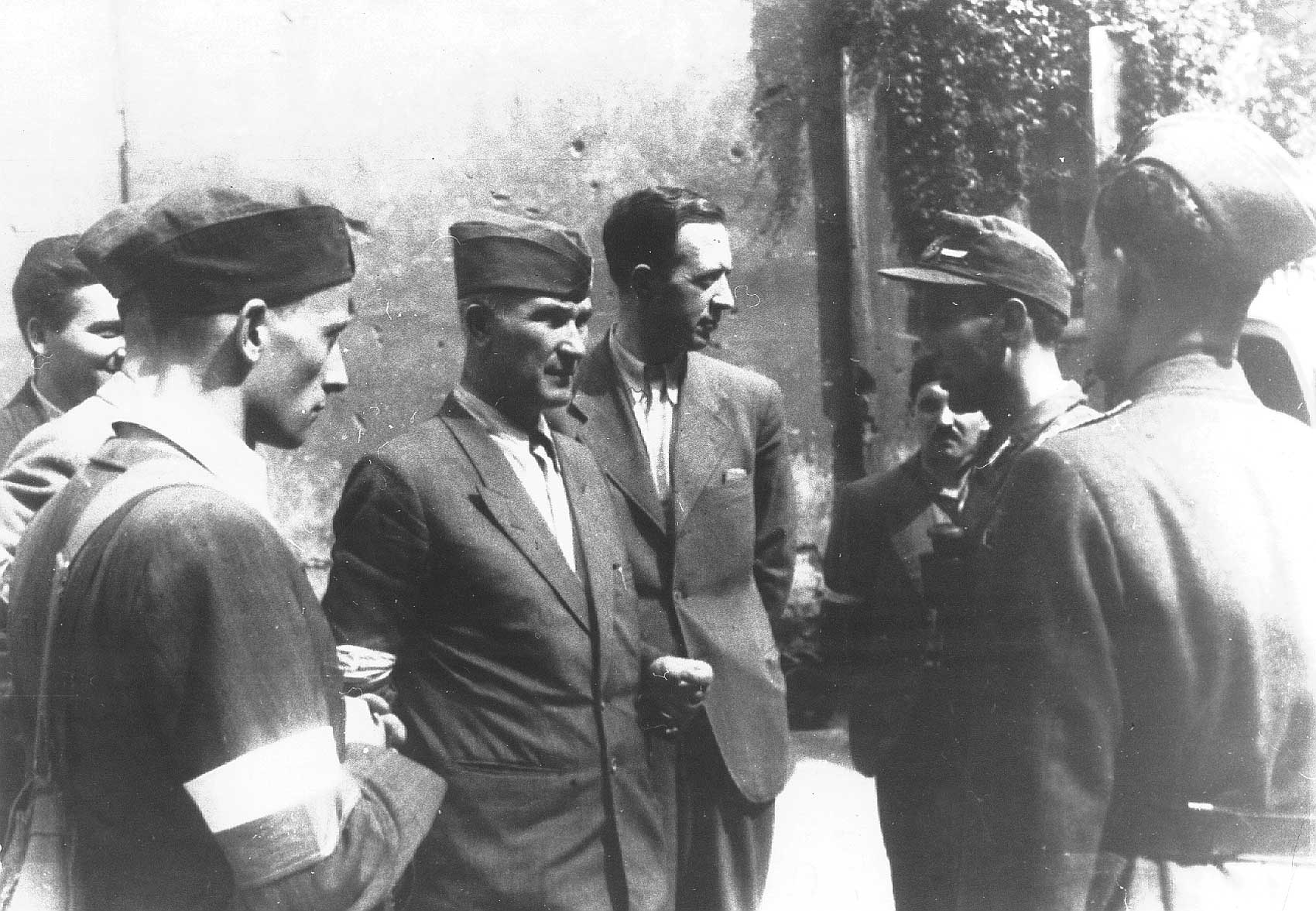
Antoni Chruściel in het midden tijdens de Opstand van Warschau (1944).

Generaal Antoni Chruściel (codenaam: Monter) (Gniewczyna Łańcucka, 16 juli 1895 – Washington D.C., 30 november 1960) was een generaal in het Poolse leger. Hij is vooral bekend als de facto commandant van alle strijdkrachten tijdens de Opstand van Warschau en stafchef van de Armia Krajowa.

## Biografie
In 1909 ging Chruściel studeren aan het lokale gymnasium in Jarosław. Hij was lid van een geheime scoutinggroep en was ook actief in de Zarzewie-beweging. In 1914 vertrok hij naar Lwów en ging bij het Oostelijk Legioen. Daarna werd hij ingelijfd bij het Oostenrijks-Hongaarse leger. Na de Eerste Wereldoorlog ging hij bij het nieuwgevormde Poolse leger.
Tijdens de Pools-Russische Oorlog (1919-1921) voerde Chruściel bevel over diverse eenheden. Hij studeerde daarna rechten aan de Universiteit van Lwów. In 1931 studeerde hij af aan de Wyższa Szkoła Wojenna in Warschau en werd professor bij het Infanterie Trainingscentrum in Rembertów. In oktober 1934 werd hij hoofd van het Tactische Departement van het Oorlogscollege in Warschau. In januari 1937 was hij plaatsvervangend bevelhebber van de 40e Infanterieregiment. In maart 1938 kreeg hij het bevel over de 82e Infanterieregiment dat gestationeerd was in Brest-Litowsk. Hij was betrokken bij gevechten tijdens de Poolse Veldtocht in september 1939. 
Chruściel werd krijgsgevangen genomen en geïnterneerd in een gevangenkamp bij Działdowo en werd in oktober 1939 vrijgelaten. Na zijn verlating vertrok hij naar Warschau waar hij onder verschillende valse namen woonde. In juni 1940 werd hij lid van de  verzetsbeweging Unie van het Gewapend Verzet (Związek Walki Zbrojnej, of ZWZ). Hij was eerst hoofd van de staf van de 3e divisie, verantwoordelijk voor training en tactieken. 
In oktober 1940 werd hij benoemd tot plaatsvervangend commandant van de stad Warschau ZWZ-regio. 
Tijdens de Opstand van Warschau in 1944 voerde Chruściel het bevel over de troepen in Warschau. Oorspronkelijk waren zijn troepen verdeeld in acht gebieden. Op 20 september 1944 werden ze gereorganiseerd in drie. Na het neerslaan van de Opstand werd hij door de Duitsers krijgsgevangen genomen en geïnterneerd in Stalag XIII-D te Neurenberg-Langwasser en daarna in Oflag IV-C. In mei 1945 werd hij bevrijd door de Amerikanen. 
Na zijn bevrijding voegde Chruściel zich bij het Poolse 2e Korps. Na de demobilisatie van de Poolse eenheden in 1948 vestigde hij zich in Londen. In 1956 vertrok hij naar Washington D.C. waar hij ging werken als vertaler en advocaat.